# Ден Фоґлер
Деніел Кевін Фоґлер (англ. Daniel Kevin Fogler; нар. 20 жовтня 1976, Бруклін, Нью-Йорк, США) — американський актор, комік і музикант. Лауреат премії "Тоні".

## Біографія
Народився в Брукліні, другою дитиною в єврейській сім'ї Шарі, вчителя англійської, і Річарда Фоглера, військового лікаря.. Крім акторської діяльності Ден успішно займається скульптурою та грає у групі «2nd Rate». Має двох дітей.

## Фільмографія
| Рік       |    | Українська назва                          | Оригінальна назва                           | Роль                               |
| --------- | -- | ----------------------------------------- | ------------------------------------------- | ---------------------------------- |
| 1999      | кф | Бруклінські садисти-вбивці                | Brooklyn Thrill Killers                     | Мелвін Міттман                     |
| 2000      | кф | Перевага домашнього поля                  | Home Field Advantage                        | Чарлі                              |
| 2000      | ф  |                                           | Bust a Move                                 | Чарлі                              |
| 2002      | кф |                                           | Hyper                                       | Ленні                              |
| 2006      | ф  | Слизький схил                             | Slippery Slope                              | Крафті                             |
| 2006      | ф  | Школа негідників                          | School for Scoundrels                       | Зак                                |
| 2007      | ф  | Хай щастить, Чаку!                        | Good Luck Chuck                             | Стью                               |
| 2007      | ф  | Кулі гніву                                | Balls of Fury                               | Ренді Дайтона                      |
| 2008      | ф  | Брати Марконі                             | The Marconi Bros.                           | Кармайн Марконі                    |
| 2008      | мф | Хортон                                    | Horton Hears a Who!                         | Юммо Вікершем (озвучення)          |
| 2008      | мф | Кунг-фу панда                             | Kung Fu Panda                               | Зенг (озвучення)                   |
| 2009      | ф  | Фанати                                    | Fanboys                                     | Хач                                |
| 2009      | ф  | Кохання трапляється                       | Love Happens                                | Лейн                               |
| 2009      | ф  | Штурмуючи Вудсток                         | Taking Woodstock                            | Девон                              |
| 2009      | мф | Мами застрягли на Марсі                   | Mars Needs Moms                             | Гриббл (озвучення)                 |
| 2009      | ф  | Відвези мене додому                       | Take Me Home Tonight                        | Баррі                              |
| 2011—2012 | с  | Будь чоловіком                            | Man Up!                                     | Кенні (13 епізодів)                |
| 2013      | с  | Ганнібал                                  | Hannibal                                    | Франклін (3 епізоди)               |
| 2013      | ф  | Європа                                    | Europa Report                               | доктор Микита Соколов              |
| 2013      | ф  | Живописний маршрут                        | Scenic Route                                | Картер                             |
| 2013      | мф | Індики: Назад у майбутнє                  | Free Birds                                  | губернатор Бредфорд (озвучення)    |
| 2013—2022 | с  | Ґолдберги                                 | The Goldbergs                               | Марвін Голдберг (14 епізодів)      |
| 2015      | с  | Секрети та брехня                         | Secrets and Lies                            | Дейв Карлайл (10 епізодів)         |
| 2015      | ф  | Особливо небезпечна                       | Barely Lethal                               | містер Драмм                       |
| 2016      | ф  | Фантастичні звірі і де їх шукати          | Fantastic Beasts and Where to Find Them     | Якоб Ковальський                   |
| 2016      | вг | Lego Dimensions                           | Lego Dimensions                             | Якоб Ковальський (озвучення)       |
| 2018      | ф  | Фантастичні звірі: Злочини Ґріндельвальда | Fantastic Beasts: The Crimes of Grindelwald | Якоб Ковальський                   |
| 2018—2022 | с  | Ходячі мерці                              | The Walking Dead                            | Люк (17 епізодів)                  |
| 2019      | ф  | Джей та Мовчазний Боб: Перезавантаження   | Jay and Silent Bob Reboot                   | аферист                            |
| 2022      | ф  | Фантастичні звірі: Таємниці Дамблдора     | Fantastic Beasts: The Secrets of Dumbledore | Якоб Ковальський                   |
| 2022      | с  | Пропозиція                                | The Offer                                   | Френсіс Форд Коппола (10 епізодів) |
| 2022      | мф | DC Ліга Супер-Улюбленців                  | DC League of Super-Pets                     | Карл (озвучення)                   |
| 2024      | ф  | Боб Ділан: Цілковитий незнайомець         | A Complete Unknown                          | Альберт Гроссман                   |